# چانسی استار
چانسی استار (انگلیسی: Chauncey Starr؛ ۱۴ آوریل ۱۹۱۲ – ۱۷ آوریل ۲۰۰۷) مهندس اهل ایالات متحده آمریکا بود.
وی همچنین برندهٔ جوایزی همچون مدال ملی فناوری و نوآوری شده‌است.